# Aframomum angustifolium
Aframomum angustifolium är en enhjärtbladig växtart som först beskrevs av Pierre Sonnerat, och fick sitt nu gällande namn av Karl Moritz Schumann. Aframomum angustifolium ingår i släktet Aframomum och familjen Zingiberaceae. Inga underarter finns listade i Catalogue of Life.